# Агафия Всеволодовна
Ага́фия Все́володовна (около 1195 — 7 февраля 1238) — супруга великого князя Владимирского Юрия Всеволодовича (по В.Н. Татищеву — вторая жена), дочь Всеволода Святославича Чермного, князя черниговского и киевского (от брака с Марией, дочерью Казимира II, короля польского).

## Биография
Дата и место рождения неизвестны. Вышла замуж за 23 летнего Юрия Всеволодовича, будущего великого князя владимирского, ещё при жизни его отца 10 апреля 1211 года. Обряд бракосочетания совершается в г. Владимир на Клязьме в церкви Успения Пресвятой Богородицы, ростовским епископом Иоанном, в присутствии отца жениха, великого князя Всеволода Юрьевича Большое Гнездо, братьев жениха и бояр.
От брака с Юрием Всеволодовичем родила трёх (по другим сказаниям четырёх) сыновей и двух дочерей.

### Гибель
Погибла с младшей дочерью Феодорой при взятии монголо-татарами Владимира-на-Клязьме 7 февраля 1238 года, приняв от епископа Митрофана (уб. в этот же день) иноческое пострижение. Вместе с нею на хорах соборной церкви Успения Пресвятой Богородицы гибнут почти все её родные и близкие: сыновья, дочери, невестки и внучата. Погребена Агафья Всеволодовна в этом же соборе.
По разным версиям, они заживо сгорели в Успенском соборе или были замучены в ставке Батыя.
События февраля 1238 года представляют собой одну из неразрешённых загадок истории. Члены семьи Юрия Всеволодовича остаются одними из немногих святых, от которых не сохранилось ни иконописных изображений, ни акафистов. Отдельные историки (например, Игорь Николаевич Данилевский) полагают, что позднее подлинные летописные страницы о событиях 1238 года были изъяты и заменены «штампами» батальных сцен. В этой связи художественные образы (например, на картинах Ильи Глазунова) вряд ли соответствуют исторической реальности.

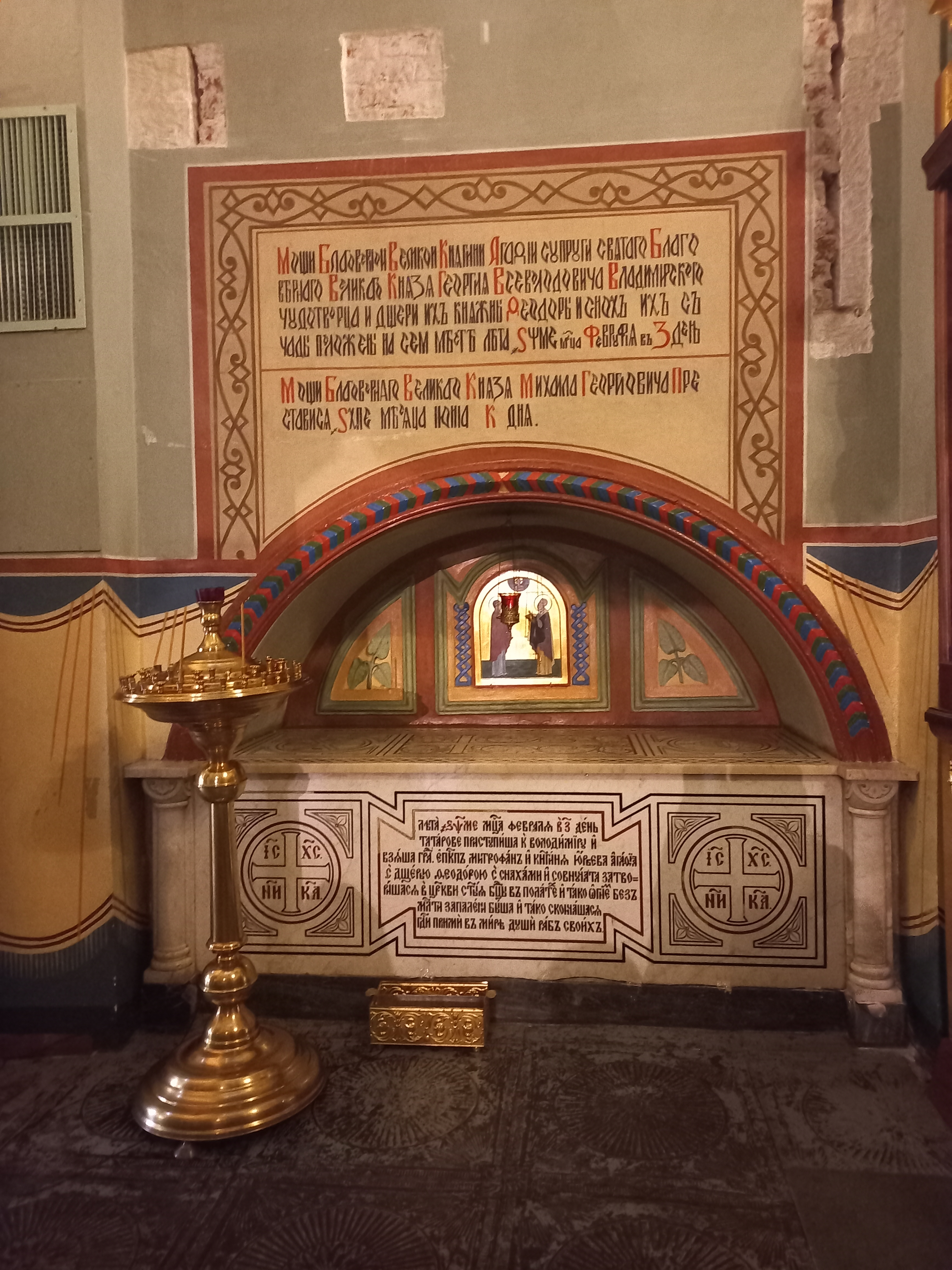

Канонизирована православной церковью, как благоверная княгиня в составе Собора Владимирских святых вместе со своей дочерью Феодорой, женой сына Всеволода — Христиной Владимировной и женой сына Мстислава — Марией. Память совершается в составе собора 6 июля (23 июня по старому стилю), а также 4 (17) февраля. 
«Кости её и всех сожженных с нею владимирцев сложены в заделанном наглухо склепе владимирского Успенского собора». Могила ее была восстановлена в 1870-е годы в Успенском соборе. 

## В литературе
- Роман Василия Яна «Батый».